# Araçatuba
Araçatuba es una ciudad ubicada al noroeste del estado de São Paulo, Brasil. Tiene un total de 190.536 habitantes. Las actividades principales que se desarrollan en la ciudad están relacionadas con el sector agroindustrial, especialmente la cría de ganado. Tiene un área de 1170,5 km². Su altura es de 390 m.
La ciudad es la capital de la microrregión de Araçatuba que tiene una población de 232.341 personas (2000), un área de 5.380,6 km² y una densidad de población de 43/km². La región también incluye los pueblos de Bento de Abreu, Guararapes, Lavinia, Rubiácea, Birigui, Coroados y Valparaíso. La ciudad es la sede de la Diósesis de Araçatuba.

## Clima
El clima de Araçatuba puede ser clasificado como clima tropical de sabana (Aw), de acuerdo con la clasificación climática de Köppen.

## Religión
El Cristianismo está presente en la ciudad de la siguiente manera:

### Iglesia Católica
La iglesia católica del municipio forma parte de la Diócesis de Araçatuba.

### Iglesia Protestante
En la ciudad están presentes las más diversas creencias evangélicas, principalmente pentecostales, incluidas las Asambleas de Dios de Brasil (la iglesia evangélica más grande del país), Congregación Cristiana, entre otras. Estas denominaciones están creciendo cada vez más en todo Brasil.